# Чемпіонат Чехословаччини з футболу 1920
Чемпіонат чехословацького футбольного союзу 1920 — третій розіграш чемпіонату Чехословаччини. Найсильніші команди країни виступали у середньочеській лізі, переможцем якої вдруге поспіль стала празька «Спарта», що показала стовідсотковий результат у 11 перемог. Але команда не вважається офіційним чемпіоном країни, так як не проводились стикові ігри з представниками інших регіонів, як це було у попередньому 1919 році.

## Середньочеська ліга
|    | Турнірна таблиця     | І  | В  | Н | П | МЗ | МП | DR  | О  |
| -- | -------------------- | -- | -- | - | - | -- | -- | --- | -- |
| 1  | Спарта (Прага)       | 11 | 11 | 0 | 0 | 37 | 6  | +31 | 22 |
| 2  | Вршовіце (Прага)     | 11 | 6  | 3 | 2 | 20 | 14 | +6  | 15 |
| 3  | Вікторія (Жижков)    | 11 | 6  | 2 | 3 | 21 | 11 | +10 | 14 |
| 4  | Спарта (Кладно)      | 11 | 7  | 0 | 4 | 27 | 24 | +3  | 14 |
| 5  | Уніон (Жижков)       | 11 | 5  | 4 | 2 | 15 | 10 | +5  | 14 |
| 6  | Славія (Прага)       | 11 | 5  | 1 | 5 | 35 | 17 | +18 | 11 |
| 7  | Кладно               | 11 | 4  | 3 | 4 | 27 | 27 | 0   | 11 |
| 8  | Метеор Виногради     | 11 | 3  | 3 | 5 | 16 | 20 | -4  | 9  |
| 9  | Метеор-VIII (Прага)  | 11 | 3  | 2 | 6 | 18 | 30 | -12 | 8  |
| 10 | Олімпія Прага VII    | 11 | 3  | 1 | 7 | 11 | 18 | -7  | 7  |
| 11 | Краловські Виногради | 11 | 1  | 3 | 7 | 10 | 27 | -17 | 5  |
| 12 | Лібень (Прага)       | 11 | 0  | 2 | 9 | 7  | 42 | -35 | 2  |

## Склад чемпіона
Орієнтовний склад «Спарти» у 1920 році:
| Воротар: Франтішек Пейр, Матес. Захисники: Антонін Гойер, Мирослав Поспішил, Рошер. Півзахисники: Карел Пешек «Кадя», Франтішек Коленатий, Антонін Фівебр, Гушек Нападники: Вацлав Пілат, Антонін Янда «Очко», Йозеф Седлачек, Ярослав Влчек, Кокоурек, Шпіндлер. Тренер: Джон Дік. |